# Lotte Bailyn
Lotte Franziska Bailyn, geborene Lotte Franziska Lazarsfeld, (geboren 17. Juli 1930 in Wien) ist eine US-amerikanische Sozialpsychologin.

## Leben
Lotte Lazarsfeld ist die Tochter von Marie Jahoda und Paul Felix Lazarsfeld, deren Ehe 1934 geschieden wurde. Sie besuchte die Montessori-Schule in Wien. Ihre Mutter emigrierte 1937 nach England. Die Tochter wurde von ihrem Vater in die USA mitgenommen, wo sie in New York aufwuchs. 1951 machte sie einen Bachelor in Mathematik am Swarthmore College. Sie ging danach an das Radcliffe College, machte 1953 den M.A. und wurde 1956 in Sozialpsychologie promoviert. Sie heiratete 1952 den Historiker Bernard Bailyn, der 1969 seinen ersten Pulitzer-Preis gewann, und kümmerte sich in der familiären Arbeitsteilung um die Erziehung zweier Söhne. Mit Bernard Bailyn verfasste sie 1959 die Monografie Massachusetts Shipping, 1697–1714: A Statistical Study.
Sie hatte, wie viele Akademikerinnen ihrer Generation, keine ernsthaften Berufsmöglichkeiten und schlug sich mit Zeitverträgen in der Forschung durch. 1956 und 1957 arbeitete sie als Research Associate an der Harvard University, 1957 und 1958 als Instructor am Department of Economics and Social Science des Massachusetts Institute of Technology und dann die nächsten Jahre wieder ohne feste Beschäftigung als Hilfsassistentin und Lecturer in Harvard. 1969 war sie wieder am MIT und erhielt dort 1972 eine Stelle als Associate Professor, da war sie 41 Jahre alt. Eine Professur an der MIT Sloan School of Management erhielt sie 1980.
Bailyn forschte in Projekten in der Industrie zum Strukturwandel in der Arbeitswelt und kam in ihrer 1993 veröffentlichten Studie zu dem Ergebnis, dass die in der Industriegesellschaft entstandene Abschottung zwischen Arbeitswelt und Familie hinderlich für die Arbeitsproduktivität und die Arbeitszufriedenheit seien. Ihre Forschungsergebnisse fanden seinerzeit nur wenig Beachtung. Unter dem  Begriff „Dual agenda“ schlägt sie Maßnahmen vor, mit denen diese Spaltung aufgehoben werden kann. Die Fragestellungen und Forschungsergebnisse wurden Jahre später unter dem Begriff Vereinbarkeit von Beruf und Familie aufgegriffen.
Bailyn ist Fellow der American Psychological Association und der Association for Psychological Science. Im Oktober 2022 erhielt sie den von den sozialdemokratischen Bildungsorganisationen Österreichs (SPÖ Bildung) den 1. Marie-Jahoda-Preis für herausragende wissenschaftliche Erkenntnisse. 2025 wurde Bailyn zum Mitglied der American Academy of Arts and Sciences gewählt.

## Schriften (Auswahl)
- Mass media and children: a study of exposure habits and cognitive effects. Washington : American Psychological Assn., 1959. Dissertation Radcliffe College, 1956.
- mit Bernard Bailyn: Massachusetts Shipping, 1697–1714: A Statistical Study. Cambridge, Mass. : Harvard University Press, 1959.
- mit Edgar H. Schein: Living with Technology: Issues at Mid-Career. MIT Press, 1980.
- Breaking the Mold: Women, Men, and Time in the New Corporate World. Free Press, 1993.
  - Breaking the Mold: Redesigning Work for Productive and Satisfying Lives. Cornell, 2006.
- mit Charles M. Vest, Robert J. Birgeneau: A study on the status of women faculty in science at MIT. Cambridge : Massachusetts Institute of Technology, 1999.
- mit Joyce K. Fletcher; Bettye H. Pruitt; Rhona Rapoport: Beyond Work - Family Balance: Advancing Gender Equity and Workplace Performance. Jossey-Bass, 2001 ISBN 0-7879-5730-5.
- Mitherausgeberin von National Academy of Sciences: Beyond Bias and Barriers: Fulfilling the Potential of Women in Academic Science and Engineering. National Academies Press, 2006 ISBN 0-309-10042-9.